# مزادة

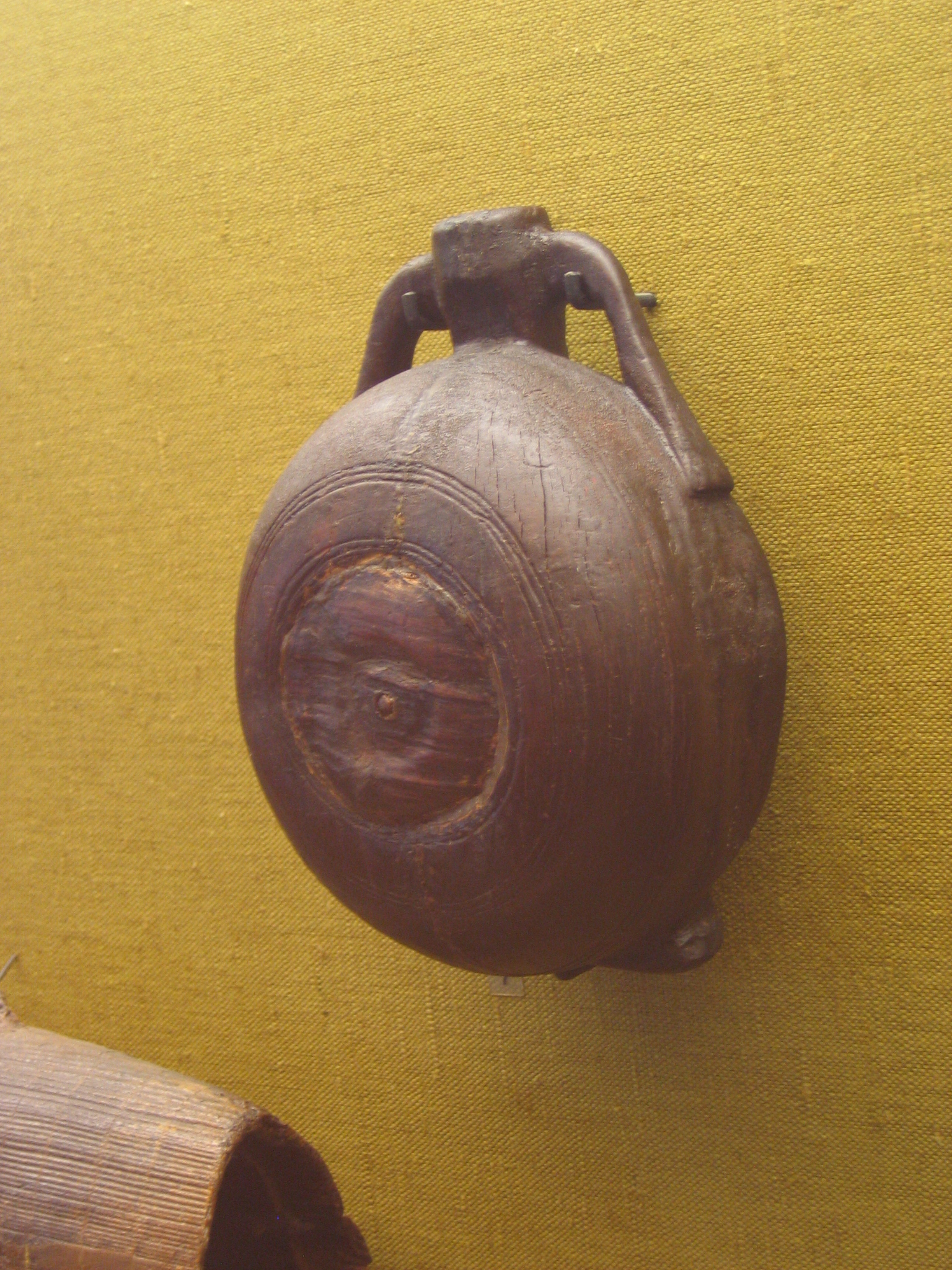
مزادة خشبية من ألمانيا (القرن السابع)

المَزَادة هي قنينة حافظة مياه صالحة للشرب قابلة لإعادة الاستخدام مصممة للاستخدام من قبل المتنزهين والجنود ورجال إطفاء الأدغال والعاملين في الحقل. عادة ما تكون مزودة بحزام كتف أو وسيلة لتثبيتها بحزام ويمكن تغطيتها بكيس من القماش وبطانة لحماية القنينة وعزل المحتويات. إذا كانت الحشوة مبللة بالماء فيمكن أن يساعد التبريد بالتبخير في الحفاظ على محتويات القنينة باردة. تحتوي العديد من المزادات أيضًا على كوب مُضمن.